# 108
Năm 108 là một năm trong lịch Julius. 